# LeMUr.mu
Lemur je webový zpravodajský portál studentů Masarykovy univerzity v Brně. Svůj provoz zahájil v březnu 2010. Sídlí na adrese lemurmu.cz a prezentuje se jako médium přinášející objektivní a aktuální informace o studentských aktivitách a akademickém dění na všech fakultách Masarykovy univerzity. Primární cílovou skupinu tvoří studenti Masarykovy univerzity, potažmo studenti v Brně obecně. 
Vydavatelem je občanské sdružení Garrigue Media. Redakce funguje na dobrovolnické bázi. Sestává ze studentů a absolventů Masarykovy univerzity, přičemž značnou část redakce tvoří studenti žurnalistiky z Fakulty sociálních studií MU. Motivací těchto studentů  pro působení v Lemurovi je totiž neoficiální žurnalistická praxe, která jim ve studiu pomáhá. 

## Témata
Redakce portálu Lemur se zabývá událostmi na univerzitě (např. volba rektora), přináší informace z jednání akademických senátů, věnuje se problémům studentů a pedagogů, zpravuje o nových oborech a dalších novinkách týkajících se studia i života na univerzitě. K dalším sledovaným tématům patří studentské spolky, kulturní a společenské akce týkající se studentů v Brně, přednášky a diskuse nebo rady studentům prvních ročníků (např. jak se zorientovat v Informačním systému MU). V neposlední řadě se Lemur zajímá o problematiku vysokého školství, například v roce 2012 se členové redakce věnovali protestům proti reformám vysokých škol. K obsahu portálu patří vedle zpravodajství v menší míře také publicistika.
Redaktoři portálu se nevyhýbají ani problematickým kauzám. Lemur kupříkladu jako první přinesl informaci o obvinění tehdejšího děkana ESF MU Martina Svobody z plagiátorství, z publikované zprávy následně vycházela i významná česká média.  Redakce sledovala i kauzu posílání výhrůžných e-mailů, z čehož byl obviněn profesor Břetislav Horyna působící na Katedře filozofie FF MU. 

## Historie
Pro skupinu zakladatelů, která se začala scházet už na jaře roku 2009, byl inspirací Studentský list fungující na Vysoké škole ekonomické v Praze a portál UKáčko.cz studentů Univerzity Karlovy. Na založení se podíleli i někteří členové Studentské komory Akademického senátu MU. Provoz portálu Lemur, tehdy  ještě pod názvem LeMUr pod doménou lemur-mu.cz, byl zahájen v březnu 2010.
První šéfredaktorkou byla Pavla Lokajová, kterou v prosinci 2010 vystřídala ve funkci Jana Leitnerová. Po necelém roce získal web nový vzhled a začal fungovat na doméně lemur.mu. V jarním semestru roku 2012 zorganizovala Viktória Bajaníková ku příležitosti druhého výročí fungování portálu publikaci jediného tištěného vydání portálu Lemur.  
Na jaře roku 2019 se portál Lemur přestěhoval z domény lemur.mu na českou doménu lemurmu.cz a přesunul se na univerzitní webový hosting. Při této příležistosti tehdejší šéfredaktor portálu Lemur vytvořil nový vizuální návrh pro stránky portálu. 

### Konec aktivity
Portál Lemur vydal poslední článek v listopadu 2020. Oficiální ukončení činnosti na portálu oznámeno nebylo, nicméně profil portálu na službě LinkedIn uvádí, že spolek svou činnost ke konci roku 2020 ukončil. V lednu 2024 oficiální doména portálu vypršela a k jeho obsahu se již nelze dostat jinak než přes archivační služby typu Internet Archive (poslední funkční snímek na Internet Archive je ze 7. prosince 2023). Někteří členové redakce Lemur se při osobním setkání shodli, že konec činnosti spolku úzce souvisí s okolnostmi pandemie onemocnění covid-19.

### Šéfredaktoři
1. 2010: Pavla Lokajová
2. 2010–2011: Jana Leitnerová
3. 2011–2012: Jiří Starý
4. 2012: Viktória Bajaníková
5. 2012–2013: Markéta Bartoníčková
6. 2013–2014: Zdeněk Ježek
7. 2014–2015: Filip Opálka
8. 2015–2016: Jitka Janů
9. 2016–2017: Eliška Kolmannová
10. 2017–2018 : Kristýna Klazarová
11. 2018–2018: Martina Hykšová
12. 2018–2019: David Klement
13. 2019–2019: Zuzana Zavadilová
14. 2019-2020: Petr Spáčil